# Güveççi
Güveççi ist ein Dorf in der Türkei im Landkreis Yayladağı der Provinz Hatay. Es liegt an der Grenze zu Syrien etwa 20 Kilometer östlich der Grenzstadt Yayladağı.